# Frederic William Farrar
Frederic William Farrar, D.D., F.R.S. (Bombay 7 augustus 1831 - Canterbury 22 maart 1903) was een Engels anglicaans geestelijke, theoloog, classicus, schrijver en dichter. Hij was de grootvader van veldmaarschalk Bernard Montgomery.

## Biografie
Farrar werd geboren in Bombay, in the toenmalige Brits-Indië. Zijn vader, een predikant, was aldaar werkzaam als missionaris voor de Church Missionary Society. Hij volgde onderwijs aan het deftige King William's College op het Isle of Man en studeerde achtereenvolgens theologie, klassieke talen en Engelse letterkunde aan King's College, London (1847-1852) en vervolgde zijn studie naar het behalen van zijn bachelor-diploma (1852) aan Trinity College, Cambridge (1852-1856). Op eerste Kerstdag 1853 werd hij tot priester gewijd. Na het behalen van zijn masters-diploma (1857) werd hij benoemd tot universitair assistent. In de jaren hierna verschenen van zijn hand enkele romans, zoals het deels autobiografische Eric, or, Little by Little (1858) Later was hij als docent verbonden aan het internaat Harrow School en van 1871 tot 1876 was hij hoofdmeester van Marlborough College.
Zijn An Essay on the Origin of Language (1860) trok de aandacht van Charles Darwin en sindsdien waren Farrar en Darwin in een correspondentie verwikkeld. Farrar was nooit echt overtuigd van evolutieleer, maar zag daarin geen enkele bedreiging voor de christelijke godsdienst. Op voordracht van Darwin werd Farrar in 1866 Fellow of the Royal Society (F.R.S.) gekozen. Op voorspraak van Farrar werd Darwin na diens dood (1882) bijgezet in de crypte van Westminster Abbey en hield Farrar, die een van de kistendragers was, een gewaagde preek waarin hij sommige tegenstanders van Darwin beschuldigde van karaktermoord.
Op het gebied van theologie verschenen van zijn hand de populair-wetenschappelijke werken The Life of Christ (1874) en The Life of St. Paul (1879). Van beide boeken verschenen verschillende herdrukken en werden in verschillende talen vertaald. In 1891 publiceerde hij de roman Darkness and Dawn; or, scenes in the Days of Nero waarin fictie en feiten met elkaar zijn verweven. De "duisternis" (Darkness) in de titel verwijst naar de heerschappij van keizer Nero, de "dageraad" (Dawn) naar het opkomende christelijke geloof. In 1897 verscheen van zijn hand Gathering Clouds: A Tale of the Days of St. Chrysostom.
Van 1883 tot 1894 was hij aartsdeken van Westminster en van 1895 tot zijn dood in 1903 was hij deken van de Kathedraal van Canterbury. Hij was hofkapelaan van koningin Victoria.
F.W. Farrar overleed op 22 maart 1903 en werd begraven in de kloostertuin van de Kathedraal van Canterbury.
Farrar was sinds 1860 getrouwd met Lucy Mary Cardew en had vijf zoons en vijf dochters. Zijn dochter Maud (1864-1947) trouwde met de geestelijke (later bisschop) Henry Montgomery (1847-1932). Zij waren de ouders van veldmaarschalk Bernard Montgomery (1887-1976).

### Eternal Hope
In 1878 hield hij een serie preken, later gebundeld en uitgegeven onder de titel Eternal Hope waarin hij het leerstuk dat de gelovigen vanuit de hemel met genoegen en vreugde zullen toekijken hoe de ongelovigen in de hel worden gemarteld ("an abonimable fancy") verwierp en zijn hoop uitsprak dat in ieder geval een deel van de ongelovigen na hun dood zouden kunnen worden gered door Christus. In 1881 verscheen van zijn hand de uitgebreide studie Mercy and Judgment waarin hij discrepanties in de orthodoxe leer omtrent het lot van niet-gelovigen en andersgelovigen aan de kaak stelt. Hij concludeert dat de orthodoxie (zowel de katholieke als de protestantse variant) met zijn sadistische opvattingen en fabeltjes over de hel ("Vulgar"), zo'n afschuwelijk beeld van God heeft geschetst, dat men dit beeld aan de hand van de bijbel zo spoedig mogelijk moet herzien. Volgens Farrar is er een overeenkomst tussen een bepaald godsbeeld dat men aanhangt en de manier waarop een gelovige vorm geeft aan zijn manier van leven. (Een persoon voor wie God een liefdevolle Vader is, zal ook liefdevol met zijn medemens omgaan. Voor wie God een straffende God is, zal op weinig genadige wijze met zijn medemens omgaan.) Beschuldigingen van universalisme wijst Farrar van de hand: mensen kunnen in de praktijk ook na hun dood in zonde volharden en ook aan gene zijde de uitgestoken hand van de liefdevolle Vader weigeren ("I dare not lay down any dogma of Universalism, partly because it is impossible for us to estimate the hardening effect obstinate persistence in evil, and the power of the human will to resist the love of God.") Het godsbeeld is voor hem belangrijker dan individuele verlossing.

## Uitspraak
- "I would rather take my chance in future life with such man as Charles Darwin, than with many thousands, who, saying, 'Lord, Lord,' (...) [who] show very faint conceptions of honour, kindness, or the love of truth, and are sadly to seek in the most elementary Christian virtues."[5]

## Academische promoties
- Bachelor of Arts: 1854 (King's College, London)
- Master of Arts: 1857 (Trinity College, Cambridge)
- Doctor of Divinity: 1874 (Cambridge)

## Werken (deels)[9]
- An Essay on the Origin of Language (1860)
- Chapters on Language (1865)
- Life of Christ (1874)
- Eternal Hope (1878)
- The Vow of the Nazarite (1879)
- Mercy and Judgement (1881)
- Life and Works of St. Paul (1879)
- History of Interpretation (1886)
- Lives of the Fathers Volume 1 (1889)
- Lives of the Fathers Volume 2 (1889)
- The Voice from Sinai (1892)
- The Bible: Its Meaning and Supremacy (1897)
- The Early Days of Christianity (datum onbekend)

### Fictie
- Eric, or Little by Little, a school story (1858)
- Julian Home, a college story (1859)
- St Winifred's, or The World of School (1862)
- Truths to live by (1890)
- Darkness and Dawn, or Scenes in the Days of Nero (1891)
- Gathering Clouds: A Tale of the Days of St. Chrysostom (1895)

Daarnaast verschenen er verschillende (hand)boeken over Griekse grammatica.